# نيريا باروس
نيريا باروس (بالإسبانية: Nerea Barros)‏ هي ممثلة إسبانية، ولدت يوم 12 مايو 1981 في شنت ياقب في إسبانيا.

## روابط خارجية
- نيريا باروس على موقع IMDb (الإنجليزية)
- نيريا باروس على موقع ألو سيني (الفرنسية)
- نيريا باروس على موقع أول موفي (الإنجليزية)
- نيريا باروس على موقع قاعدة بيانات الأفلام السويدية (السويدية)
- نيريا باروس على موقع قاعدة بيانات الفيلم (الإنجليزية)
- نيريا باروس على موقع كينوبويسك (الروسية)